# كارل جوزيف بيغاس
كارل جوزيف بيغاس، أو كارل بيغاس (بالألمانية: Carl Joseph Begas, or Karl Begas) (30 سبتمبر 1794 - 24 نوفمبر 1854)، كان رسامًا ألمانيًا تاريخيًا.

## حياته
ولد في هاينسبرغ بالقرب من آخن. وكان والده، وهو قاض متقاعد، قد وجهه إلى مهنة المحاماة، ولكن أذواق الصبي كانت تشير بالتأكيد إلى اتجاه آخر. حتى في المدرسة، كان يُلاحظ مهارته الرائعة في الرسم والرسم، وفي عام 1812 سُمح له بزيارة باريس من أجل تحسين فنه.

### مسيرته الفنية والعملية
درس بيغاس لمدة ثمانية عشر شهرا في ورشة أنطوان جان جروس ثم بدأ العمل بشكل مستقل. في عام 1814 تم شراء نسخته من مادونا ديلا سيديا من قبل ملك بروسيا، الذي جذبه الفنان الشاب وفعل الكثير من أجل تقدمه. كان مخططا لرسم العديد من الصور التوراتية الكبيرة، وفي عام 1825، بعد عودته من إيطاليا، واصل إنتاج اللوحات التي وضعت في كنائس برلين وبوتسدام. كانت بعض هذه القطع التاريخية، ولكن الغالبية كانت تمثيلات مشاهد من الكتاب المقدس. احتفل بيغاس أيضًا بكونه رسامًا بورتريًا، وزوّده إلى المعرض الملكي سلسلة طويلة من صور الشخصيات البارزة من البروسيين. وشملت تلاميذه جوزيف بيتزل. عند وفاته شغل منصب الرسام المحكمة في برلين.

## أولاده
- أوسكار بيغاس (1828-1883) رسام بورتريه وأستاذ في الأكاديمية البروسية للفنون.
- ألفرد بيغاس (1830-1860) موظف.
- رينهولد بيغاس (1831-1911) نحات، رئيس مشروع Siegesallee.
- هيلموت بيغاس (1833-1893) موظف.
- فيرونيكا (1834-1844)
- أدبرت بيغاس (1836-1888) رسام، متخصص في مشاهد النوع.
- سوزان (1839-1848)
- كارل بيغاس (1845-1916) نحات.

## رسوماته

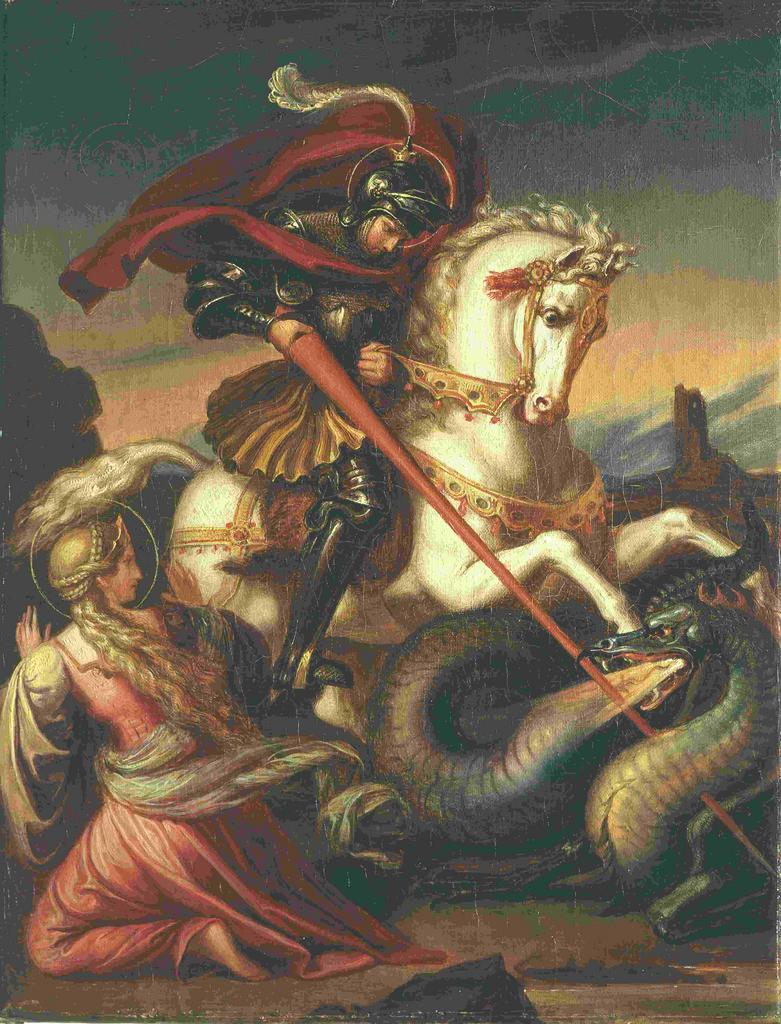
, 1828
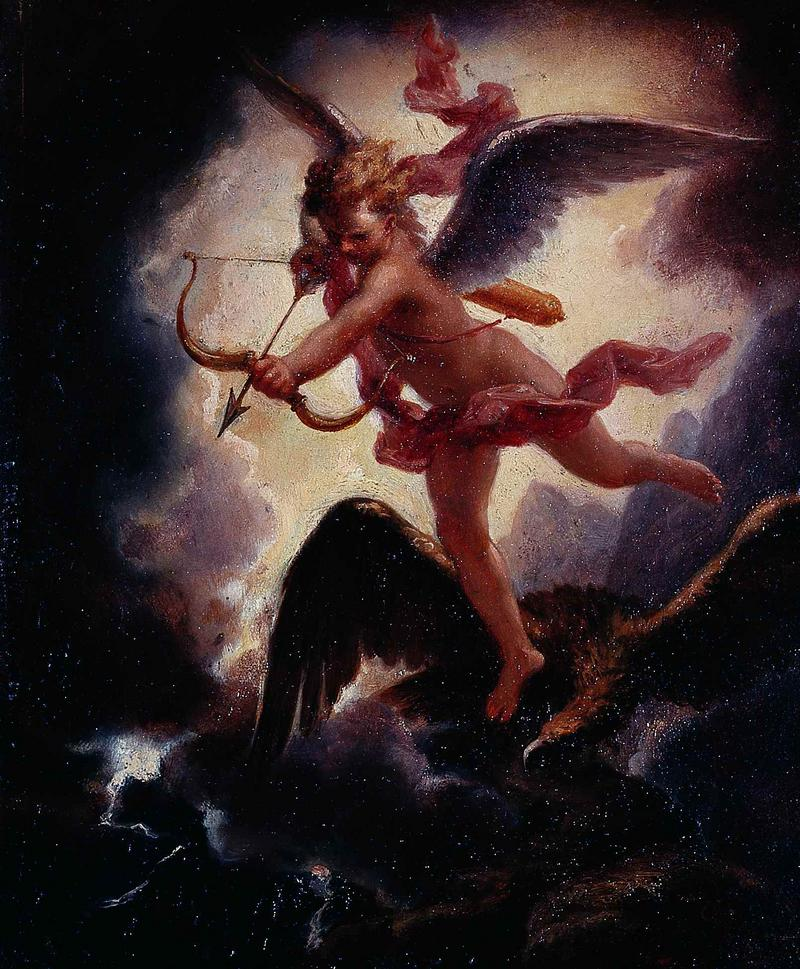
, 1852
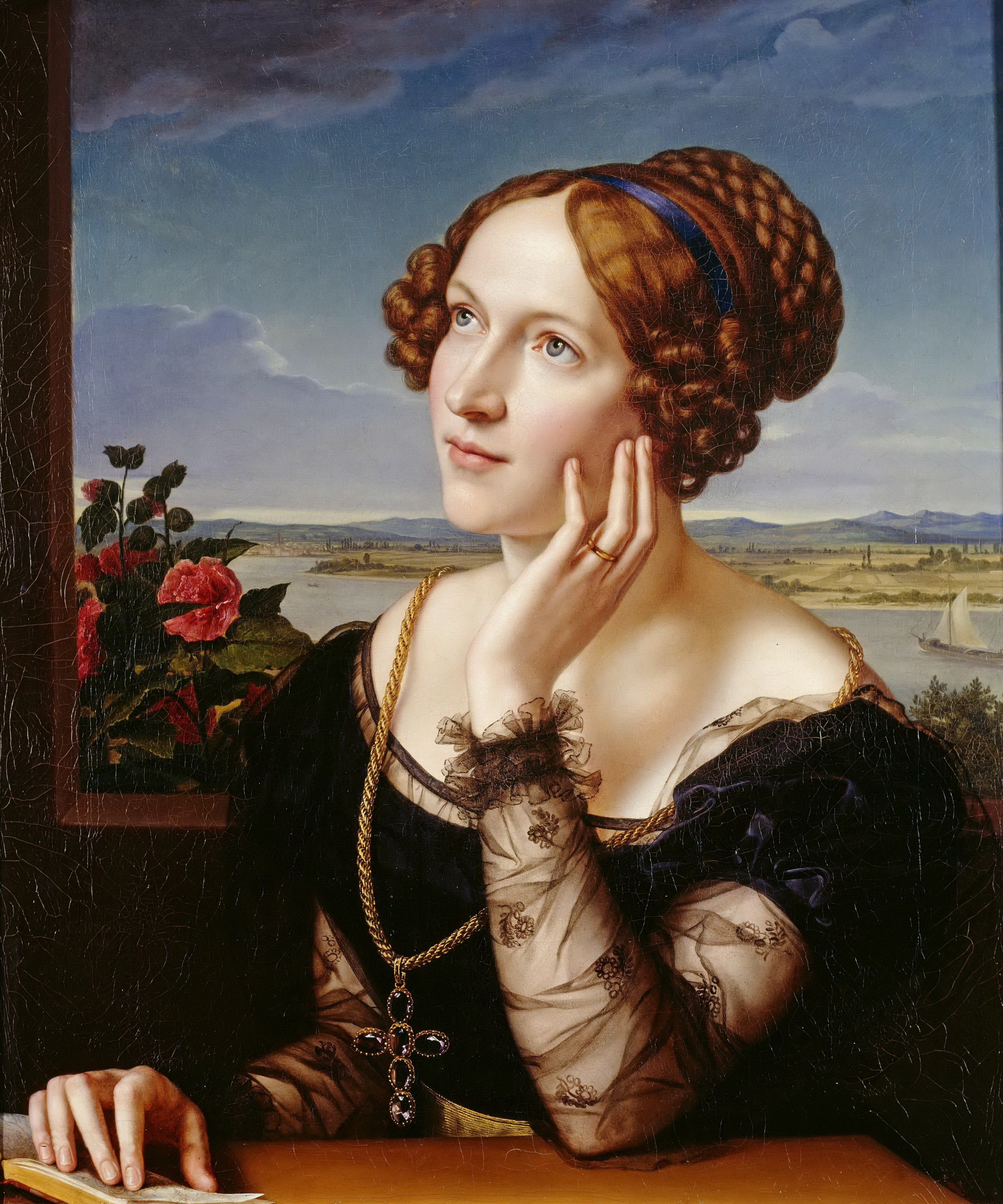
, 1828
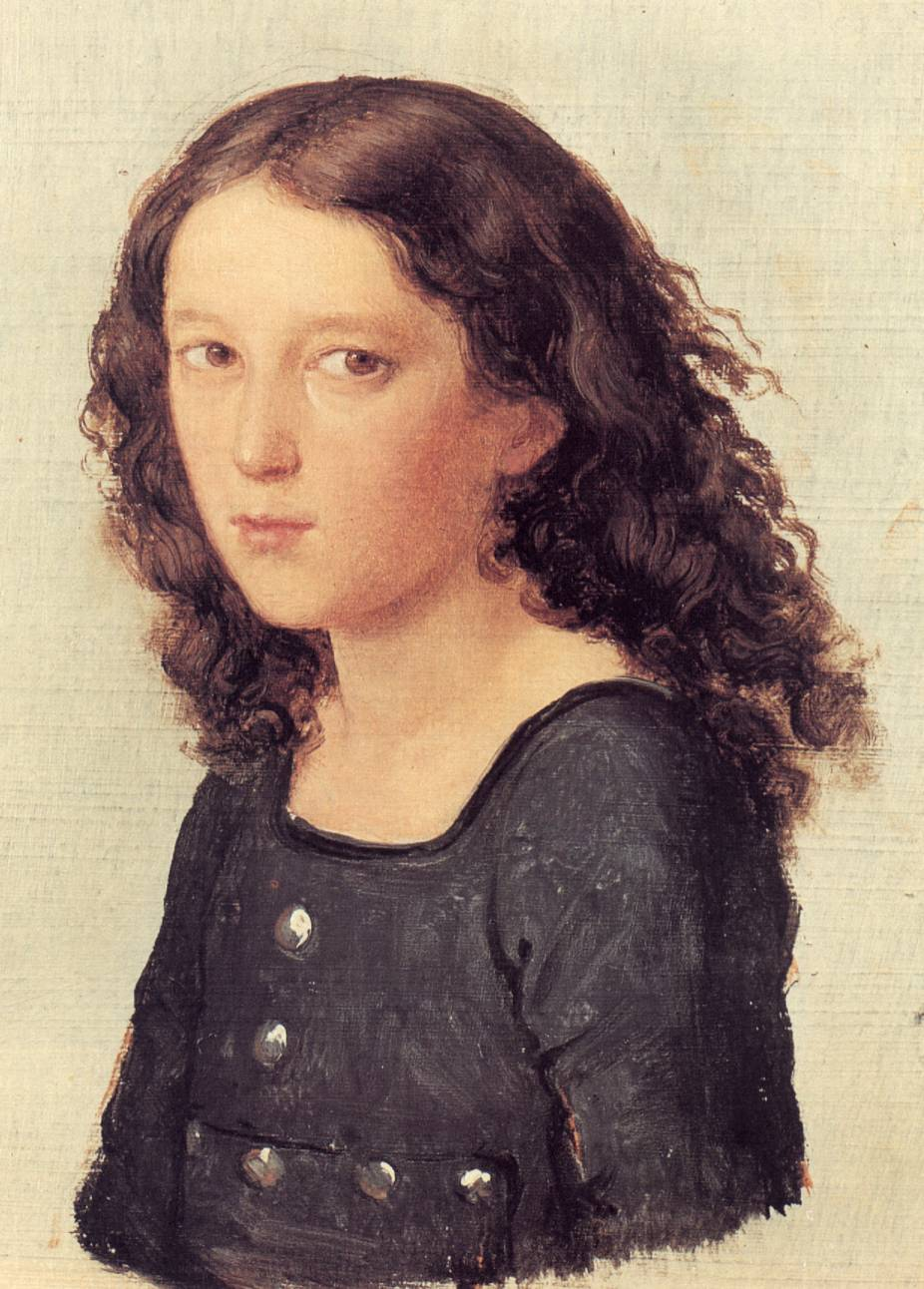
, 1821
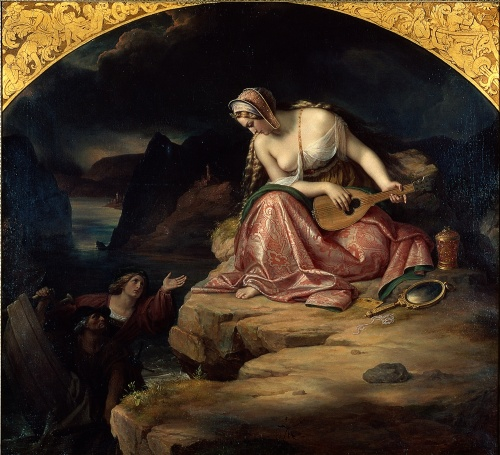
, 1835
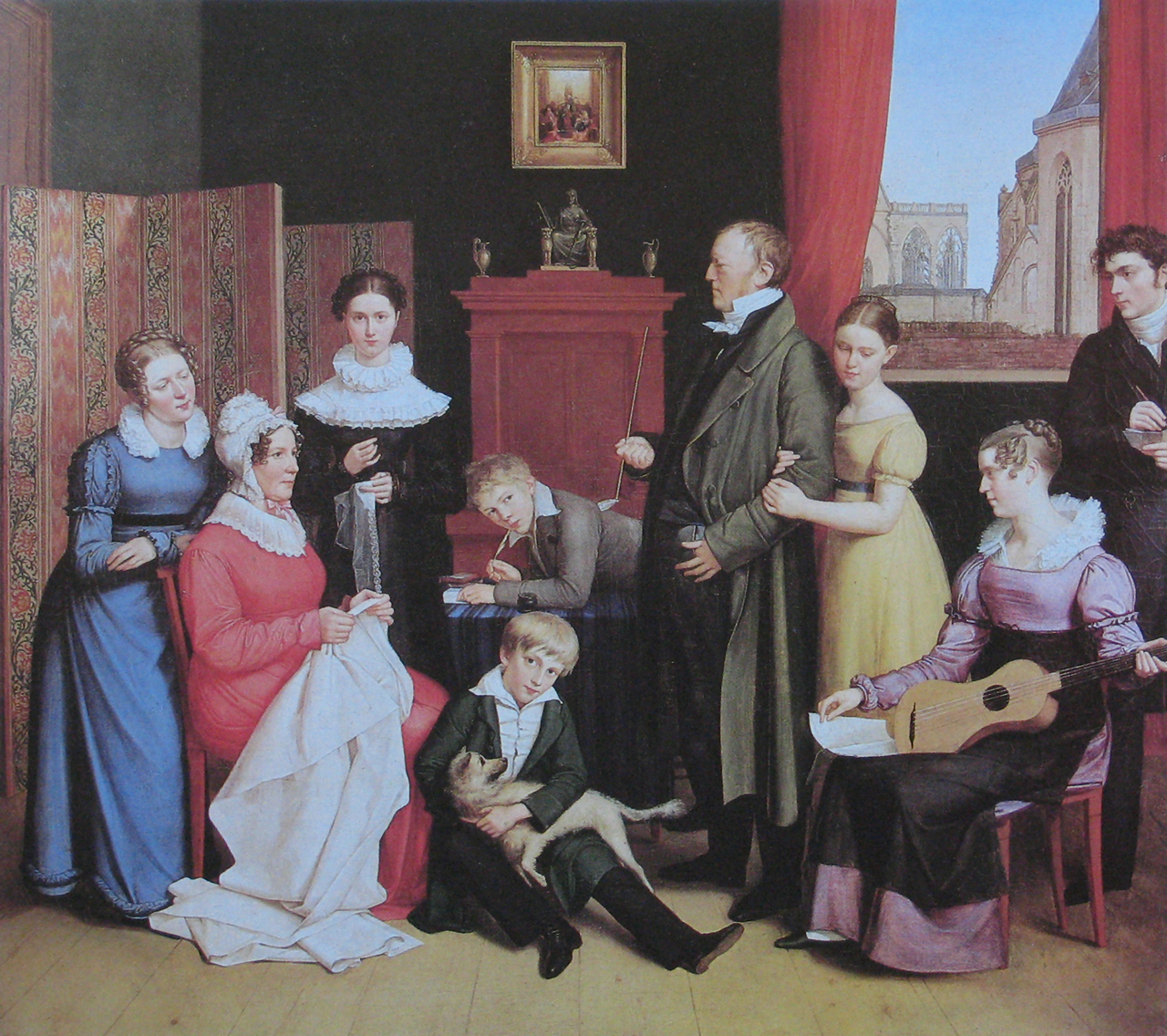
صورة عائلية له
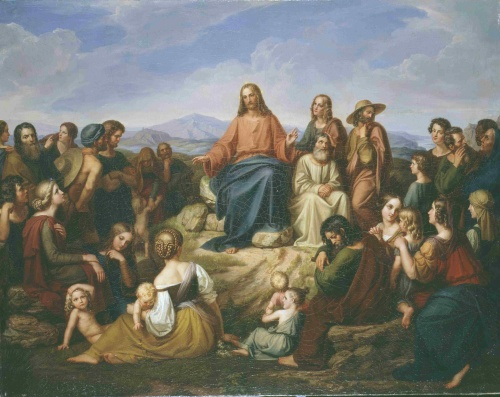
. 1820
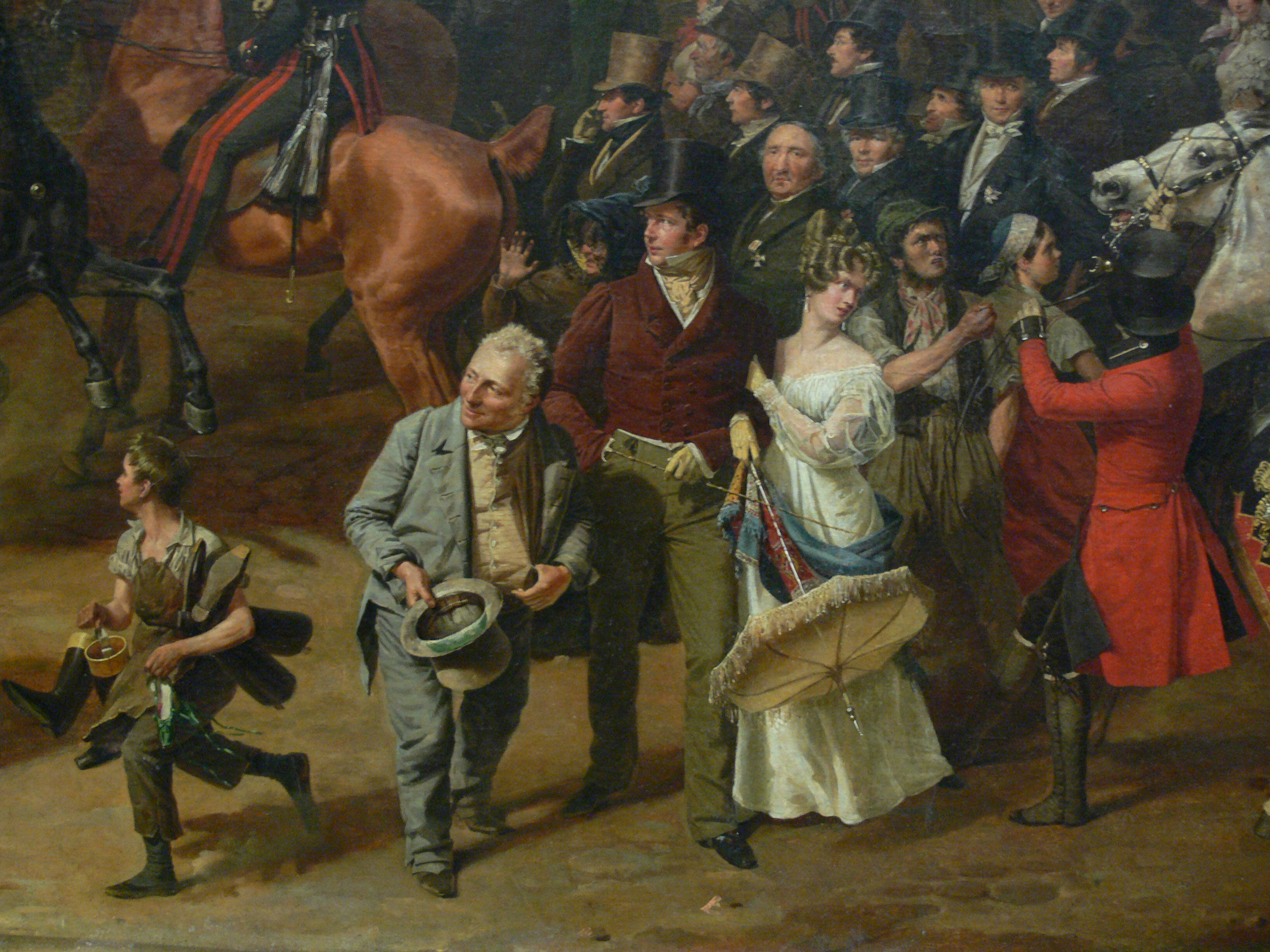
. 1830
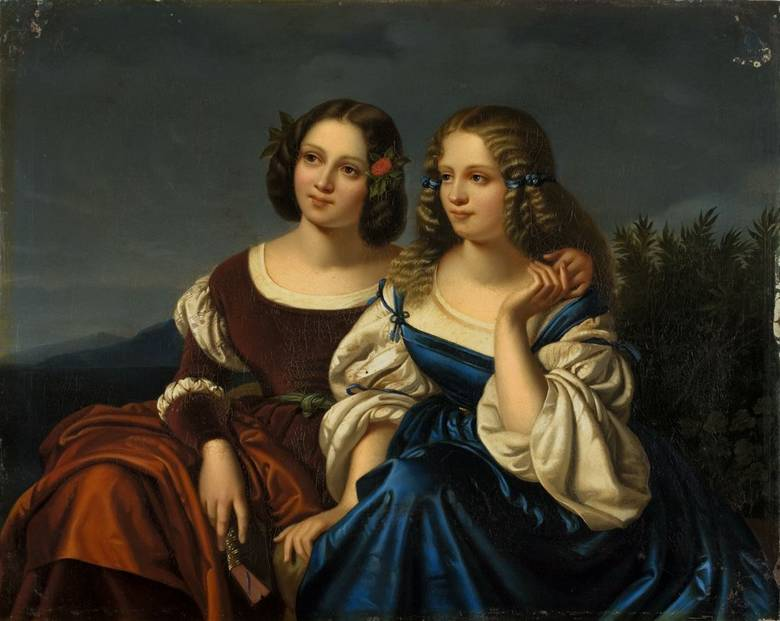